# 7230 Lutz
7230 Lutz eller 1985 RZ1 är en asteroid i huvudbältet som upptäcktes den 12 september 1985 av den amerikanske astronomen Edward L.G. Bowell vid Anderson Mesa Station. Den är uppkallad efter Barry L. Lutz.